# Miss Teen Supranational
Miss Teen Supranational is een jaarlijkse internationale missverkiezing voor tienermeisjes.
De huidige titelhoudster is Lorena Ruiz uit Spanje, die op 14 november 2023 werd gekroond in Guayaquil, Ecuador.

## Winnaressen
| Jaar | Winnares           | Land                   |
| ---- | ------------------ | ---------------------- |
| 2024 | Daniela Jimenez    | Ecuador                |
| 2023 | Lorena Ruiz        | Spanje                 |
| 2022 | Frany Delgado      | Ecuador                |
| 2021 | Kate Mayta Del Rio | Peru                   |
| 2020 | Yianaliz Moquete   | Dominicaanse Republiek |
| 2019 | Anna Laura Agürto  | Panama                 |
| 2018 | Zahira Perez       | Puerto Rico            |